# Identitätskarte (Namibia)
Die Nationale Identitätskarte in Namibia (englisch National Identity Card) ist das amtliche Identitätsdokument Namibias im Inneren. Sie entspricht in etwa dem Personalausweis. Die rechtlichen Grundlagen werden im „Namibia Regulation Amendment Act, Nr. 4 aus 1993“ geregelt. Die Karte gilt als amtlicher Lichtbildausweis für das namibische Inland, kann jedoch nicht (seit Ende Februar 2023 mit Ausnahme von Reisen nach Botswana) zu Reisezwecken genutzt werden.
Die Identitätskarte wird jedem namibischen Staatsbürger und jeder Person, die sich legal und dauerhaft im namibischen Staatsgebiet aufhält, kostenlos auf persönlichen Antrag ausgestellt. Hierfür muss der Nachweis der Staatsbürgerschaft beziehungsweise des legalen Aufenthaltes, zum Beispiel durch Geburtsurkunde oder Daueraufenthaltsgenehmigung, erbracht werden. Jeder Person wird empfohlen, eine Identitätskarte zu beantragen und mitzuführen, jedoch besteht in Namibia keine Ausweispflicht.
Der Ausweis wird vom Ministerium für Innere Angelegenheiten und Einwanderung ab dem 14. Lebensjahr einmalig kostenlos ausgestellt und ist unbegrenzt gültig.
Im September 2021 wurde die Ausgabe neuer ID-Karten für Namibier, Inhaber einer Daueraufenthaltsgenehmigung, Inhaber einer zeitlichen Aufenthaltsgenehmigung und Flüchtlinge angekündigt. Diese wurde am 18. November 2021 offiziell vorgestellt und wird fortan einzig ausgestellt. Im Juni 2205 wurde die Ausgabe einer neuen ID-Karte zu Juli 2026 angekündigt, die erstmals einen digital nutzbaren Chip beinhalten soll.
Die ID-Karte für namibische Staatsbürger (blau) kann als Reisedokument für Südafrika und Sambia genutzt werden.

## Angaben auf der Identitätskarte

Namibische Identitätskarte für Ausländer mit dauerhaftem Aufenthaltstitel in Namibia; Ausführung bis 2021

Es gibt den Ausweis in zwei farblichen Ausführungen, die sich jedoch bei den Angaben nicht unterscheiden. Ein hellblauer Ausweis wird für alle namibischen Staatsbürger ausgestellt, eine pinkfarbene Variante mit hellblauem Mitteldrittel wird für alle anderen Personen ausgestellt, die sich legal und dauerhaft in Namibia aufhalten, jedoch keine Staatsbürger sind. Eine hellgrüne Ausführung ist für anerkannte Flüchtlinge. Sie trägt seit der Neuausgabe Mitte November 2021 African Guest Identity Card (Afrikanische Gäste-Identitätskarte) und nicht mehr die Bezeichnung Refugee Identity Card (Flüchtlings-Identitätskarte).
Der Ausweis ist in Englisch verfasst.

### Vorderseite
- Wappen der Republik Namibia (oben rechts)
- Die Aufschrift: Republic of Namibia und National Identity Card (oben mittig)
- Foto (links unten)
- Persönliche Identifizierungsnummer, deren ersten sechs Ziffern das Geburtsdatum rückwärts geschrieben ohne Angabe des Jahrhunderts wiedergeben, gefolgt von vier automatisch generierten und einer weiteren Ziffer (mittig)
- Nachname (mittig) – die Angabe eines Geburtsnamen ist nicht vorgesehen
- Sämtliche Vornamen (mittig)
- Unterschrift (unten mittig bis unten rechts)

### Rückseite
Auf der Rückseite befinden sich die nachstehenden Angaben in drei Spalten von links oben nach rechts unten.
- Geburtsdatum im Format JJJJ-MM-TT
- Geburtsland
- Geschlecht und Körpergröße in Meter
- Ausstellungsdatum im Format JJJJ-MM-TT
- einmalige Beantragungsnummer
- Staatsangehörigkeit: Namibia oder Non-Citizen (kein Staatsbürger)
- Augenfarbe
- Fingerabdruck in Klardarstellung

Unter den Angaben befindet sich eine maschinenlesbare Zeile mit Barcode.